# Баке (Чад)
Баке (фр. Baké) — деревня и супрефектура в Чаде, расположенная на территории региона Восточный Логон. Входит в состав департамента Западное Коу.

## Географическое положение
Деревня находится в южной части Чада, к востоку от реки Восточный Логон, на высоте 508 метров над уровнем моря.
Населённый пункт расположен на расстоянии приблизительно 481 километра к юго-востоку от столицы страны Нджамены.

## Население
По данным официальной переписи 2009 года численность населения Баке составляла 16 821 человек (8193 мужчины и 8628 женщин). Население супрефектуры по возрастному диапазону распределилось следующим образом: 51 % — жители младше 15 лет, 46,6 % — между 15 и 59 годами и 2,4 % — в возрасте 60 лет и старше.

## Транспорт
Ближайший аэропорт расположен в городе Дильдо.